# Середа, Алексей Викторович
Алексей Викторович Середа (укр. Середа Олексій Вікторович; род. 25 декабря 2005, Николаев) — украинский прыгун в воду, самый молодой чемпион Европы в прыжках с вышки (13 лет), семикратный чемпион Европы.

## Биография
Родился 25 декабря 2005 года в Николаеве. С четырех лет вместе с сестрой-близнецом Марией посещали спорткомплекс «Водолей» в Николаеве. Там они начали заниматься спортом и тренировались до 2016 года, после чего их вместе с тренером Татьяной Погребной пригласили в Киев. Сестра была чемпионкой Украины, кандидатом в мастера спорта, но впоследствии оставила спортивную карьеру.
В 2019 году вошёл в состав национальной сборной по прыжкам в воду. Принял участие на чемпионате мира в Кванджу. В синхронных прыжках с вышки в паре с Олегом Сербиным занял итоговое четвёртое место. В индивидуальных прыжках с вышки также стал четвёртым и завоевал олимпийскую лицензию в Токио.
На чемпионате Европы по прыжкам в воду в Киеве в августе 2019 года стал самым молодым чемпионом Европы в прыжках с вышки. Кроме того, на этом турнире ему удалось завоевать серебряную медаль призёром в синхронных прыжках с вышки в паре с Олегом Сербиным.
В мае 2021 года на чемпионате Европы, который состоялся в Будапеште (Венгрия), Алексей выиграл золотую медаль в смешанной паре в прыжках с вышки с Ксенией Байло и стал двукратным чемпионом Европы.
В 2022 году вошел в рейтинг «30 самых перспективных украинцев до 30 лет» по версии Forbes (в категории «Спорт»).
На чемпионате мира 2025 года в Сингапуре в прыжках с вышки завоевал серебряную медаль.